# Charles Vandervaart
Charles Vandervaart, född 9 september 2000 i Toronto, är en kanadensisk skådespelare.
Vandervaart har bland annat medverkat i filmen The Craft: Legacy från 2020. Han har även medverkat TV-serierna The Stanley Dynamic (2014–2017) och Holly Hobbie (2018–2022).

## Filmografi (i urval)
- 2014–2017: The Stanley Dynamic
- 2018–2022: Holly Hobbie
- 2020: The Craft: Legacy